# Matej Radan
Matej Radan, slovenski nogometaš, * 13. maj 1990, Maribor.
Radan je profesionalni nogometaš, ki igra na položaju vratarja. Od leta 2023 je član avstrijskega kluba Heiligenkreuz. Pred tem je branil za slovenske klube Maribor, Malečnik, Mura 05, Dravinja, Rudar Velenje in Jurovski Dol ter avstrijski SV Allerheiligen. Skupno je v prvi slovenski ligi odigral 125 tekem. Z Mariborom je po trikrat osvojil naslov državnega prvaka in slovenski pokal, enkrat tudi SuperPokal. Bil je tudi član slovenske reprezentance do 17, 18, 19 in 21 let.